# The Fabulous Baker Boys
The Fabulous Baker Boys es una película estadounidense de 1989, escrita y dirigida por Steve Kloves. Protagonizada por Michelle Pfeiffer, Jeff Bridges y Beau Bridges en los papeles principales. 

## Argumento
Los hermanos Jack (Jeff Bridges) y Frank Baker (Beau Bridges) son pianistas de jazz en Seattle, donde se ganan la vida tocando en bares y salones de coctel; su acto consiste en tocar intrincados duetos de jazz en grandes pianos mellizos.  Frank maneja los aspectos empresariales, mientras que Jack, soltero, atractivo y más talentoso, se siente desilusionado y aburrido a causa de las piezas repetitivas y faltas de brillo que tocan. 
Sin embargo, Jack lleva una vida confortable y sin responsabilidades gracias de las gestiones de Frank, durmiendo donde y con quien quiere. Pero no tiene conexiones a nivel personal en su vida privada, a excepción de Eddie, su viejo perro labrador, y Nina  (Ellie Raab), la hija solitaria de una madre soltera que vive en su edificio, que pasea a Eddie y toma clases de piano con Jack. 
Frank, por su parte, tiene una esposa y familia a la que adora. En todos los otros aspectos, la vida de Jack tanto a nivel personal como profesional no es más que una serie de cuartos vacíos. Él toca la música que en realidad le gusta en un club de jazz local.  
Preocupados porque se han quedado algo anticuados para los tiempos que corren, lo que se evidencia en el rechazo de varios de los sitios en los cuales actúan, los Baker Boys realizan audiciones para seleccionar una cantante que se una a su acto, proceso que culmina con la incorporación de la hermosa y excéntrica Susie Diamond (Michelle Pfeiffer), una ex prostituta con una personalidad poco común, una voz picante, y una carga emocional que ella oculta la mayoría de las veces. 
Susie llega tarde a la audición, se mofa en forma irreverente de la reputación personal de los hermanos, y azuza a Frank diciéndole que ella tiene la intuición que ellos la van a contratar de cualquier manera. Finalmente, rompe con los reparos que él pueda tener con su interpretación de la canción "More Than You Know", en la que la acompaña Jack, quedando claramente impresionado con la interpretación de Susie (y con Susie misma) más que lo que está dispuesto a admitir. Luego de un comienzo turbulento, el nuevo acto es sorprendentemente exitoso, dando lugar a trabajos de mayor envergadura y mejor pagos, pero Frank está preocupado de que Jack pueda echarlo todo a perder si seduce a Susie, al darse cuenta de la atracción que crece entre ellos, y conocedor del efecto que su hermano posee sobre las mujeres.  
Jack y Susie se observan mutuamente mientras van de actuación en actuación, ninguno dispuesto a dar el primer paso. Mientras tanto, Jack toma conciencia cuan frágil es su mundo, cuando Eddie debe pasar la noche en un hospital veterinario. Le deben extraer varios dientes, una operación que puede llegar a matar al viejo perro. Jack que normalmente es emocionalmente distante, se da cuenta de que Eddie es su único amigo en este mundo. 
El exitoso trío (y Eddie, aún recuperándose de su operación) salen de la ciudad para cumplir con un trabajo en The Mallory, un viejo hotel de gran estilo. Frank debe abandonar el lugar en forma imprevista cuando uno de sus hijos sufre un pequeño accidente. Sin Frank que sirva de chaperón, Susie y Jack abren la puerta a sus sentimientos luego de interpretar en un hermoso dúo el tema Makin' Whoopee en la celebración de Año Nuevo en el hotel. Antes de tener relaciones sexuales, Susie le cuenta a Jack sobre su pasado en el servicio de escorts, yaciendo con clientes por la sola razón de que fueron amables con ella.  Ella intenta convencerlo de lo buen intérprete de piano que es él, pero él no está dispuesto a admitir sus problemas ante ella. El romance es difícil y complicado desde el comienzo y no dura mucho.
De regreso en Seattle, se percibe un nivel de tensión durante las presentaciones, ya que Frank sospecha lo que ha pasado entre Jack y Susie, y ambos se comienzan a rebelar al control creativo de Frank, que impone tocar temas que satisfagan al público, tales como "Feelings" todas las noches, en vez de las piezas de jazz que ellos prefieren. Luego de que Susie pasa la noche en el departamento de Jack (con un encuentro embarazoso con Nina), Susie revela que tiene una oferta lucrativa de un asistente a una convención en The Mallory, que comercializa comida para gatos, para cantar jingles por TV, lo cual implicaría dejar a The Baker Boys. Finalmente ella acepta la propuesta de trabajo cuando Jack, herido por la decisión de ella, se rehúsa a admitir sus sentimientos por ella, y actúa como si la partida de ella no le importara. Como copete de despedida, ella le dice que al fin al cabo él se está vendiendo en forma barata igual que como ella lo hizo siendo escort, al trabajar en actuaciones de poca calidad en vez de explotar su talento como un músico de jazz serio.  
Jack visita a Susie, quien no parece estar disfrutando del negocio de los jingles, y le dice que se disculpa por la forma en que se ha comportado, y en forma sutil, pero para nada ambigua, le dice que quiere volver a que lo intenten juntos. Ella no está aún preparada para darle a él otra oportunidad, pero se separan como amigos, y Jack le dice que él tiene la intuición de que ellos se van a volver a encontrar, en una clara alusión a la frase que ella le dijo a los hermanos cuando la entrevistaron para tomarla como cantante.  Ella sale hacia su trabajo, mientras él la observa hasta que sale de su vista. Cuando se presentan los títulos al cierre, se escucha el tema "My Funny Valentine" interpretado por Michelle Pfeiffer y Dave Grusin.

## Reparto
- Jeff Bridges - Jack Baker
- Michelle Pfeiffer - Susie Diamond
- Beau Bridges - Frank Baker
- Ellie Raab - Nina
- Xander Berkeley - Lloyd
- Jennifer Tilly - Blanche "Monica" Moran
- Dakin Matthews - Charlie
- Ken Lerner - Ray
- Albert Hall - Henry
- Terri Treas – Chica en el lecho
- Gregory Itzin - Vince Nancy
- Bradford English - Earl
- David Coburn - Niño en el veterinario

## Premios
- Premio BAFTA 1991: al mejor sonido.
- Premio Grammy 1990: al mejor álbum de música para película (Dave Grusin).
- Premio Globo de Oro 1990: a la mejor actuación (Michelle Pfeiffer).
- Premio NYFCC 1989: a la mejor actriz (Michelle Pfeiffer).
- Premio LAFCA 1989: a la mejor actriz (Michelle Pfeiffer – compartido) y a la mejor fotografía.
- Premio CFCA 1989: a la mejor actriz (Michelle Pfeiffer).
- Premio BSFC 1990: a la mejor fotografía.
- Premio National Board of Review 1989: a la mejor actriz (Michelle Pfeiffer).
- Premio National Society of Film Critics 1990: a la mejor actriz (Michelle Pfeiffer), a la mejor fotografía, y al mejor actor secundario (Beau Bridges).
- Premio Trofeo Sutherland 1990: a Steve Kloves

## Nominaciones al premio Oscar
Michelle Pfeiffer fue nominada para el Óscar a la mejor actriz. Además, fue nominada en las categorías de Mejor fotografía, Mejor montaje y Mejor banda sonora.
Aunque Michelle Pfeiffer era la gran favorita a ganar el Premio Óscar, dada la cantidad de premios que había recibido, al final recayó en Jessica Tandy por Paseando a Miss Daisy, y se recuerda como uno de los mayores robos de este premio de la historia. Los críticos se justificaron de esta manera: “Pfeiffer es joven y con mucho talento, tendrá muchísimas más oportunidades de conseguir el Oscar”.[cita requerida]

## Comentarios
- Un crítico describió esta película como "una de las películas que será utilizada para documentar, en el futuro, cuando investiguen la trayectoria de Pfeiffer para convertirse en una gran estrella."[2]
- Al igual los personajes que interpretan, Jeff y Beau son hermanos en la vida real.
- Gracias a su actuación en esta película, se conoció la faceta musical de Michelle Pfeiffer.